# Гаррі Делберт Тьєрс
Гаррі Делберт Тьєрс (Harry Delbert Thiers; 1919—2000) — американський міколог, який досліджував і дав назви багатьом грибам, що походять із Північної Америки, зокрема Каліфорнії. Тьєрс викладав мікологію в Державному університеті Сан-Франциско. Він переглянув і розширив північноамериканську колекцію болетових грибів і назвав багато нових видів.
Види, які описав Тьєрс, включають гриби Suillellus amygdalinus, Boletus barrowsii, Xerocomellus dryophilus, Rubroboletus pulcherrimus, Leccinum manzanitae та інші гриби, включаючи Gymnopilus luteoviridis і Russula xanthoporphyrea.

## Спадщина
На його честь були названі роди грибів Chaetothiersia і Harrya і вид Cortinarius thiersii.

### Гербарій Гаррі Д. Тьєрса
Державний університет Сан-Франциско (SFSU) створив гербарій у 1959 році під назвою «Гербарій державного університету Сан-Франциско». Коли Тьєрс пішов на пенсію в 1989 році, гербарій отримав свою теперішню назву. Тьєрс і його учні зібрали більшість ранніх зразків. Пізніше Денніс Е. Дежарден та його учні зробили великий внесок. Гербарій містить таксономічне покриття м'ясистих грибів, лишайників, мохоподібних і судинних рослин. Зразки були зібрані з Північної Америки (особливо Каліфорнії), Південної Америки, Гавайських островів, Індонезії, Південно-Східної Азії, Мікронезії та Мадагаскару.